# Precisionssport

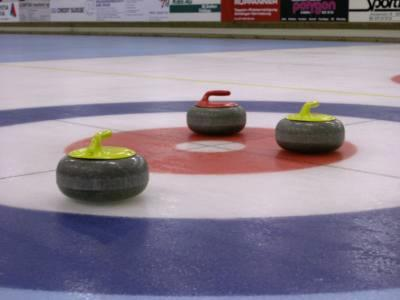
I precisionssporten curling avgörs resultatet av var i boet lagen lyckas placera sina stenar.

Precisionssporter är de sporter och idrotter som kräver mer precision än andra, eller där själva precisionen är huvudsyftet. Normalt åsyftas sporter där något slags måltavla eller målområde skall träffas med ett föremål, och där precisionen i träffen är avgörande för resultatet.
Exempel på precisionssport är olika varianter av sportskytte, curling, boule, golf och biljard.